# Амброж, Ян
Ян Амброж (чеш. Jan Ambrož; 18 июня 1954, Ланшкроун) — чешский шахматист, международный мастер (1980).
Чемпион Чехословакии (1980). В составе сборной Чехословакии участник 25-й Олимпиады в Люцерне.